# Zabrops wilcoxi
Zabrops wilcoxi är en tvåvingeart som beskrevs av Fisher 1977. Zabrops wilcoxi ingår i släktet Zabrops och familjen rovflugor.
Artens utbredningsområde är Kalifornien. Inga underarter finns listade i Catalogue of Life.